# V2295 Ophiuchi
V2295 Ophiuchi, även känd som Nova Ophiuchi 1993, är en nova i den södra delen av stjärnbilden Ormbäraren upptäckt år 1993 då den uppnådde den maximala skenbara magnituden 9,0.